# Колеса, Карел
Карел Колеса (чеш. Karel Kolesa; род. 31 декабря 1942, Брно) — чехословацкий гребец, выступавший за сборную Чехословакии по академической гребле в конце 1960-х годов. Обладатель бронзовой медали чемпионата Европы, победитель и призёр первенств национального уровня, участник летних Олимпийских игр в Мехико.

## Биография
Карел Колеса родился 31 декабря 1942 года в городе Брно, Чехословакия.
Впервые заявил о себе в академической гребле на международном уровне в сезоне 1967 года, когда вошёл в состав чехословацкой национальной сборной и выступил на чемпионате Европы в Виши, где выиграл бронзовую медаль в распашных рулевых двойках — здесь его обошли только экипажи из Италии и Восточной Германии.
Благодаря череде удачных выступлений удостоился права защищать честь страны на летних Олимпийских играх 1968 года в Мехико. В составе экипажа-двойки, куда также вошли гребец Иван Милушка и рулевой Карел Коварж, занял четвёртое место на предварительном квалификационном этапе, тогда как в дополнительном отборочном заезде финишировал шестым и в полуфинальную стадию не вышел. В восьмёрках в финале заменил Милана Гурталу и стал пятым — при этом другими его партнёрами были Владимир Янош, Зденек Куба, Олдржих Свояновский, Павел Свояновский, Ян Валлиш, Отакар Маречек, Петр Чермак и рулевой Иржи Птак.
После Олимпиады в Мехико Колеса больше не показывал сколько-нибудь значимых результатов в академической гребле на международной арене.